# Caramelle (Pierdavide Carone e Dear Jack)
Caramelle è un singolo del cantautore italiano Pierdavide Carone e del gruppo musicale italiano Dear Jack, pubblicato il 22 dicembre 2018.

## Descrizione
La canzone tratta nel testo il tema della pedofilia, descrivendo le vite di due fratelli che ad un certo punto incrociano, ognuno per conto loro, un uomo dal fare sospetto.
È stato presentato alla commissione artistica del Festival di Sanremo 2019, senza essere ammesso alla manifestazione.